# IB Middle Years Programme
International Baccalaureate (IB) Middle Years Programme (MYP) er et fem-årigt undervisningsprogram til elever fra 11 til 16 år (omkring 5. til 9. klasse i den danske folkeskole. Programmets mål er at gøre eleverne klar til at tackle Diploma Programmet.
De fag som er undervist som del af MYP-programmet falder i 8 kategorier: sprog A (elevens første sprog), sprog B (et fremmedsprog), matematik, kunst, teknologi, idræt, naturvidenskab og humaniora. Programmet er dog meget fleksibelt og gør det muligt for skolerne at ændre programmet, introducere egne fag som de syntes er vigtige, og undlade nogle af dem som er foreslået. Skolerne har også mulighed for at organisere deres egne assessment procedurer. Programmet er baseret på fem areas of interaction: undervisningsmetoder, samfund og service, Homo Faber, environment, og helbred og social undervisning. Oven i dette skal eleverne gennemføre et projekt efter eget valg, i samarbejde med lærerne.
Elever som gennemfører MYP-programmet får et portfolio of acheivment, med dokumenter fra IBO så vel som fra skolen.